# Chudoba (wieś w gminie Lasowice Wielkie)
Chudoba (dodatkowa nazwa w j. niem. Kudoba, w latach 1936-1946 Kirchwalde) – wieś w Polsce położona w województwie opolskim, w powiecie kluczborskim, w gminie Lasowice Wielkie.
Położona nad lokalnym dopływem rzeki Budkowiczanki, na nizinnych terenach Równiny Opolskiej (stanowiącej część obszaru Niziny Śląskiej) i skraju ważnej, zwartej strefy leśnej województwa opolskiego – Stobrawskiego Parku Krajobrazowego.
W latach 1954–1972 wieś należała i była siedzibą władz gromady Chudoba. Do czasu polskiej reformy administracyjnej (1999) wieś związana była z dawnym powiatem oleskim.

## Historia
Pierwotna nazwa wsi brzmiała Chudoba lub Chudobice i pochodziła od słowiańskiego wyrazu oznaczającego ubóstwo lub nędzny dobytek (do dziś w języku czeskim oznacza ono biedę). Pierwsza wzmianka źródłowa pochodzi z XIII wieku – początki lokalizacji mają sięgać 1240, kiedy książę opolski wyznaczył młyn i 1 łan ziemi wolny od płat dla sołtysa Chudoby. W dokumencie biskupim z 1297 napisano o trzech wioskach – Wrozki, Byrdzan – prope Olesno i Chudobici iuxta Lasowitz, które darowano kuratorowi kolegiaty w Opolu.
W 1574 w Chudobie było sołectwo i 18 zagród chłopskich, a mieszkańcy uprawiali 17 łanów ziemi (w tym tylko 1 łan należał do sołtysa).
W spisie dóbr zamkowych Górnego Śląska z lat 1571-1640 wspomniana jest miejscowość Polnisch Lassowitz (dzisiejsze Lasowice Wielkie), wymieniana jest także inna, nowa osada, leżąca z boku, którą mogła być Chudoba, powstała na nieuprawianych gruntach Polnisch Lassowitz.
W 1729 r. wieś nabył Daniel von Schönowski, a w 1774 r. Jan Jerzy Janisch. W tzw. Starej Chudobie, która była przysiółkiem Szumiradu otwarto w 1754 r. folwark, należący do hrabiego Juliusza Gebharda von Hoyma, a od 1799 r. do rodziny Hohenlohe. W 1830 r. sama Chudoba stała się własnością księcia Karola Augusta Hohenlohe-Oehringen. Liczyła wówczas 241 mieszkańców, w tym 18 ewangelików.
W 1874 r. do Chudoby przyłączono folwark Stara Chudoba i kolonię Szreiberau (Szreibrowe, Schreiberau). Kilka lat wcześniej (w 1868 r.) wybudowano we wsi dworzec kolejowy, na linii Kluczbork-Fosowskie.

### XX wiek
W 1907 r. poświęcono nowy kościół wybudowany w stylu neogotyckim.
Podczas plebiscytu górnośląskiego: za Niemcami głosowały 223 osoby, za Polską 160. Chudoba pozostała w granicach Niemiec, potem III Rzeszy.
W 1929 r. rozpoczęto elektryfikację wsi. Trzy lata później przeniesiono z Szumiradu tartak drzewny, który  dawał  zatrudnienie miejscowej ludności, także po II wojnie światowej.
W okresie nazistowskiego reżimu w latach 30. i 40. miejscowość nosiła nazwę Kirchwalde.
21 stycznia 1945 r. do miasta wkroczyli żołnierze radzieccy; o godzinie 9.30 od strony Olesna nadjechały pierwsze czołgi, a potem piechota. Żołnierze Armii Czerwonej przeszukiwali większość domów w poszukiwaniu żołnierzy niemieckich – schwytanych rozstrzeliwano na miejscu. Zginął również jeden z mieszkańców i spłonęło 10 budynków, a także szkoła.
W 1945 r. w wyniku przegranej przez Niemców II wojny światowej Chudoba znalazła się w granicach Polski.